# 群創光電
群創光電股份有限公司（英語：Innolux Corporation），簡稱群創光電（縮寫：Innolux），2003年成立，2006年在台灣證券交易所股票上市，面板五虎之一。2010年3月群創與奇美電子及統寶光電合併，為液晶顯示面板業界有史以來最大宗的合併案；合併後群創為存續公司，保留奇美電子為公司名。為區隔奇美品牌，2012年12月再更名為群創光電。

## 簡史
2003年群創光電成立，2006年在台灣證券交易所股票上市，2010年3月與奇美電子、統寶光電合併，為面板業界有史以來最大宗的合併案。 群創為存續公司，保留奇美電子為公司名。為區隔奇美品牌，2012年12月再更名為群創光電。

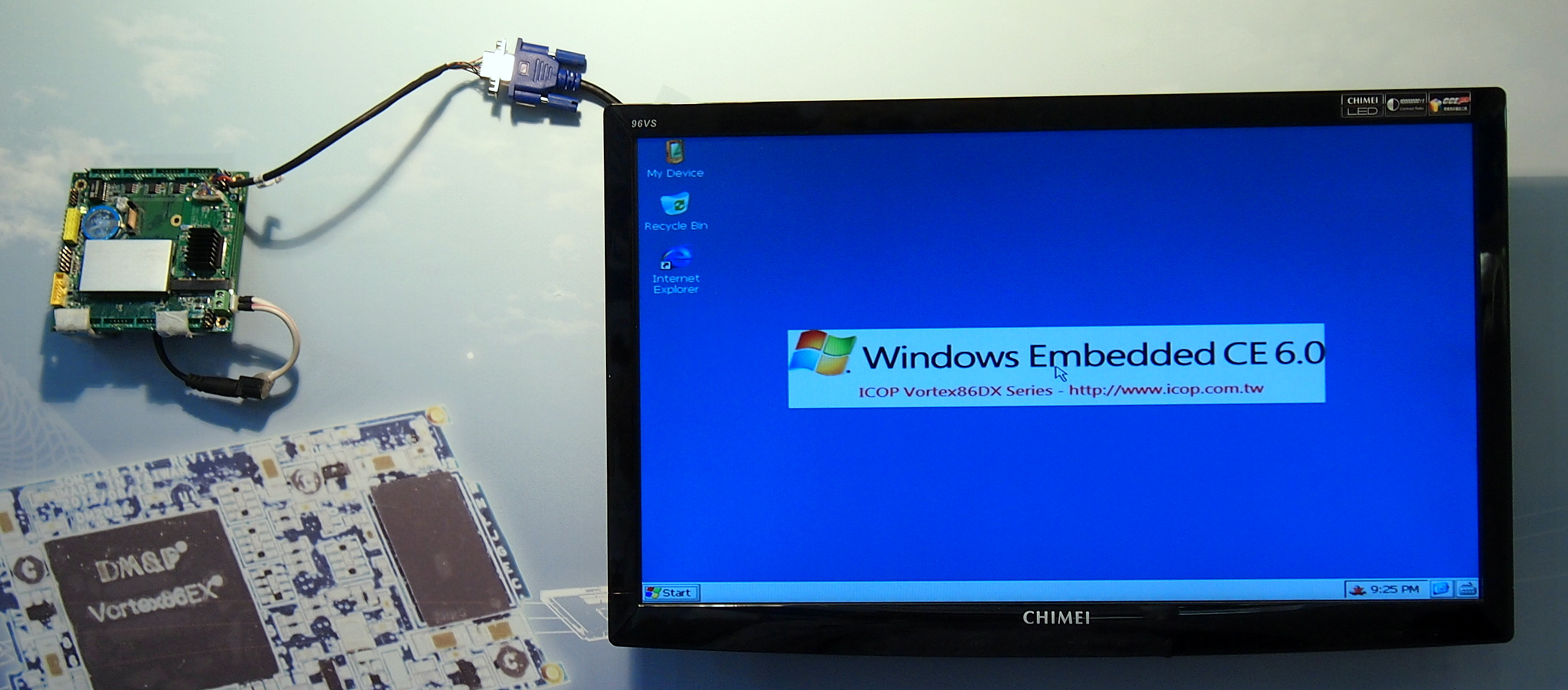
群創面板於2014年展示

### 大事紀
- 1998年8月6日，奇美電子（Chi Mei Optoelectronics）成立
- 1999年12月24日，統寶光電（TPO Displays）成立。
- 2003年1月14日，群創光電（Innolux Display Corp.）成立。
- 2006年10月24日，群創光電在台灣證券交易所股票上市。
- 2009年10月5日，群創光電與統寶光電以換股方式進行合併[2]。
- 2009年11月14日，群創光電、奇美電子進行合併，群創光電為存續公司。
- 2010年3月18日，群創光電宣佈完成與奇美電子及統寶光電之合併作業。
- 2010年3月30日，群創光電正式更名為奇美電子股份有限公司（Chimei-Innolux）。
- 2012年3月16日，奇美電子董事會通過執行長段行建為新任董事長。
- 2012年12月26日，奇美電子於2013年1月1日正式更名群創光電（Innolux）[3]。
- 2013年1月14日，群創光電創立屆滿十週年。
- 2016年5月13日，群創光電董事長段行建於5月12日董事會後召開記者會，宣佈辭去群創董事長與執行長一職，交棒給現任總經理王志超[4]。
- 2018年6月20日，群創光電董事長王志超於當日董事會後召開記者會，宣佈辭去群創董事長與執行長一職，交棒給其特助洪進揚。
- 2018年10月15日，群創光電總經理暨營運長經董事通過，晉任副董事長一職；原BU副總楊柱祥接任總經理一職，兩者人事異動於10月16日生效。
- 2019年6月20日，群創光電董事會通過洪進揚以自然人身分續任董事長，王志超以自然人新任董事職務。
- 2025年6月，群創子公司CarUX，宣布收購日本車用電子先驅Pioneer全部股權，預計2025年第4季完成收購。[5]

## 廠房分布
臺灣：
- 新竹科學園區竹南園區：苗栗縣竹南鎮（總部）
- 南部科學工業園區台南園區：臺南市善化區
- 南部科學園區高雄園區：高雄市路竹區

 中国大陆：
- 中國大陸深圳龍華新
- 中國大陸南京江寧
- 中國大陸上海浦東
- 中國大陸寧波北崙
- 中國大陸佛山南海